# Barłasowie
Barłasowie, także plemię Barłasów – mongolska konfederacja w Azji Środkowej, z której wywodzili się Timurydzi – władcy rządzący większością Średniej Azji, Iranem i Hindustanem. Plemię przyjęło do codziennego użytku język perski oraz języki tureckie, lecz nigdy nie zapomniało o swoim mongolskim pochodzeniu.
Zgodnie z Tajną historią Mongołów Barłasami byli potomkowie wodza Bodonczara, bezpośredniego przodka Czyngis-chana.